# I. liga žen
Die I. liga žen (tschechisch „1. Liga Frauen“) ist die höchste Spielklasse im tschechischen Frauenfußball. Sie wird seit 1993 ausgetragen und vom tschechischen Verband Fotbalová asociace České republiky (FAČR) ausgerichtet.

## Geschichte
Mit dem Zerfall der Tschechoslowakei wurde im Jahr 1993 auch die seit 1967 bestehende tschechoslowakische Frauenfußball-Liga aufgelöst und durch die I. liga žen ersetzt. Zunächst bestand sie aus zwölf Mannschaften, wobei die Anzahl der teilnehmenden Teams sukzessive reduziert und der Modus mehrfach angepasst wurde.
Mittlerweile spielen nur noch acht Vereine in der I. liga žen, dafür gibt es inzwischen aber auch eine zweitklassige Frauenfußball-Liga. Meister wurde bislang jedes Jahr entweder Rekordmeister Sparta Prag (21 Titel) oder der derzeit amtierende Sieger Slavia Prag (neun Titel).

## Aktueller Modus
Seit 2009 nehmen acht Mannschaften am Ligabetrieb teil, die zunächst in der Hauptrunde zweimal gegen jedes andere Team antreten. Die vier erstplatzierten Mannschaften nehmen an der Meisterrunde teil, die vier letztplatzierten Mannschaften an der Abstiegsrunde, in denen erneut jeder Verein zweimal gegen jeden anderen spielt. Der Meister sowie die Plätze zwei und drei der Meisterrunde qualifizieren sich für die Champions League, der Letztplatzierte der Abstiegsrunde steigt in die zweite Liga ab.

## Teilnehmer 2023/24
| Verein                          | Stadt            | Stadion                             |
| ------------------------------- | ---------------- | ----------------------------------- |
| 1. FC Slovácko                  | Uherské Hradiště | Městský stadion – Miroslava Valenty |
| Baník Ostrava                   | Ostrava          | Radvanice Stadion                   |
| FK Pardubice                    | Pardubice        | Areál Dolíček                       |
| Lokomotive Brünn Horní Heršpice | Brünn            | Fotbalove hřiště Hrušovany U Brna   |
| Slavia Prag                     | Prag             | Stadion SK Horní Měcholupy          |
| Slovan Liberec                  | Liberec          | Městský stadion – Vítkovice Aréna   |
| Sparta Prag                     | Prag             | Stadion SK Prosek                   |
| Viktoria Pilsen                 | Pilsen           | Sportovní stadion Dobřany           |

## Bisherige Meister
| Saison  | Meister           | Vizemeister                 | Drittplatzierter            |
| ------- | ----------------- | --------------------------- | --------------------------- |
| 1993/94 | Sparta Prag (1.)  |                             |                             |
| 1994/95 | Sparta Prag (2.)  |                             |                             |
| 1995/96 | Sparta Prag (3.)  |                             |                             |
| 1996/97 | Sparta Prag (4.)  |                             | Viktoria Pilsen             |
| 1997/98 | Sparta Prag (5.)  |                             |                             |
| 1998/99 | Sparta Prag (6.)  |                             | DFC Compex (1. FC Slovácko) |
| 1999/00 | Sparta Prag (7.)  | Slavia Prag                 | DFC Compex (1. FC Slovácko) |
| 2000/01 | Sparta Prag (8.)  | DFC Compex (1. FC Slovácko) |                             |
| 2001/02 | Sparta Prag (9.)  | Slavia Prag                 |                             |
| 2002/03 | Slavia Prag (1.)  | Sparta Prag                 |                             |
| 2003/04 | Slavia Prag (2.)  | Sparta Prag                 | FC Hradec Králové           |
| 2004/05 | Sparta Prag (10.) | Slavia Prag                 | FC Hradec Králové           |
| 2005/06 | Sparta Prag (11.) | Slavia Prag                 | DFC Compex (1. FC Slovácko) |
| 2006/07 | Sparta Prag (12.) | Slavia Prag                 | 1. FC Slovácko              |
| 2007/08 | Sparta Prag (13.) | Slavia Prag                 | 1. FC Slovácko              |
| 2008/09 | Sparta Prag (14.) | Slavia Prag                 | 1. FC Slovácko              |
| 2009/10 | Sparta Prag (15.) | Slavia Prag                 | 1. FC Slovácko              |
| 2010/11 | Sparta Prag (16.) | Slavia Prag                 | 1. FC Slovácko              |
| 2011/12 | Sparta Prag (17.) | Slavia Prag                 | 1. FC Slovácko              |
| 2012/13 | Sparta Prag (18.) | Slavia Prag                 | Viktoria Pilsen             |
| 2013/14 | Slavia Prag (3.)  | Sparta Prag                 | Bohemians Prag 1905         |
| 2014/15 | Slavia Prag (4.)  | Sparta Prag                 | 1. FC Slovácko              |
| 2015/16 | Slavia Prag (5.)  | Sparta Prag                 | 1. FC Slovácko              |
| 2016/17 | Slavia Prag (6.)  | Sparta Prag                 | 1. FC Slovácko              |
| 2017/18 | Sparta Prag (19.) | Slavia Prag                 | 1. FC Slovácko              |
| 2018/19 | Sparta Prag (20.) | Slavia Prag                 | Slovan Liberec              |
| 2019/20 | Slavia Prag (7.)  | Sparta Prag                 | Viktoria Pilsen             |
| 2020/21 | Sparta Prag (21.) | Slavia Prag                 | 1. FC Slovácko              |
| 2021/22 | Slavia Prag (8.)  | Sparta Prag                 | 1. FC Slovácko              |
| 2022/23 | Slavia Prag (9.)  | Sparta Prag                 | 1. FC Slovácko              |
| 2023/24 | Slavia Prag (10.) | Sparta Prag                 | 1. FC Slovácko              |
| 2024/25 | Slavia Prag (11.) | Sparta Prag                 | 1. FC Slovácko              |

### Statistik
| Anzahl der Titel | Verein      | Letzter Titel |
| ---------------- | ----------- | ------------- |
| 21               | Sparta Prag | 2021          |
| 11               | Slavia Prag | 2025          |